# Чеченский погром 1951 года в Восточном Казахстане
Чеченский погром 1951 года в Восточном Казахстане — межэтнический конфликт произошедший в Восточном Казахстане. В ходе беспорядков в Чечен-городке погибло 40 человек, осуждено 50.

## Предыстория конфликта
После депортации чеченцев в Казахстан, чеченцы жили компактными посёлками и работали на различных предприятиях Казахстана. Данные события относятся к городам Лениногорск, Усть-Каменогорск и Зыряновск. После Великой Отечественной войны в Восточном Казахстане стали усиленно развивать промышленность по добыче полезных ископаемых. В Усть-Каменогорске и Лениногорске развернулось большое строительство. Начали возводить гидростанцию на Иртыше, Ульбинский завод по обогащению урана, полиметаллические комбинаты. На стройки и рудники привлекались специалисты со всей страны.

## Начало конфликта
Конфликт начался на бытовой почве в результате ссоры между чеченцем и завербованным (нанятым) горняком. В ходе конфликта горняк забил насмерть железным прутом чеченца. После этого начались беспорядки в чеченском посёлке Чечен-городок.

## Ход конфликта
О данном инциденте сразу стало известно в Чечен-городке, в центре которого стала собираться возбуждённая толпа мужчин. Кавказцы толпой пошли по городу, избивая всех встречных рабочих. В ответ в городе стали собираться толпы так называемых вербованных, преступных элементов и русских горожан, которые двинулись на посёлок чеченцев. Только начался ледоход: на реке Ульба, впадающей в Иртыш, громоздились торосы. В эту реку восставшие «вербованные» погнали всю чеченскую диаспору: мужчин, детей, стариков. Многие, спасаясь, смогли добраться до другого берега глубокой реки, а многие тонули под льдинами. Сил местной милиции не хватило для предотвращения столкновений, несмотря на все предпринимаемые усилия. Недалеко от города стояла армейская часть, прокладывавшая железную дорогу на Зыряновск. Солдат срочно бросили на подавление бунта. Выстрелами поверх голов они остановили и рассеяли «вербованных».
Вечером 10 апреля 1951 года в Чечен-городке погибло 40 человек. 
16-18 июня 1950 года там был устроен чеченский погром, вылившийся в трёхдневные уличные схватки.

## Последствия конфликта
Об инциденте было извещено руководство страны, включая Сталина. Через три-четыре дня начались массовые аресты. Задержанные направлялись в городскую тюрьму, камеры которой быстро оказались переполнены.
Судили человек 50. Главный «зачинщик» не был обнаружен. Вопрос о событиях в Восточном Казахстане был вынесен на бюро ЦК ВКП(б). В Москву был вызван первый секретарь обкома Хабир Мухарамович Пазиков, где после разбирательства ему был объявлен выговор. Был наказан (уволен) за нерешительность секретарь Лениногорского горкома.
3 мая 1951 года в докладной записке на имя первого секретаря ЦК КП(б) Казахстана Жумабая Шаяхметова обком партии рапортовал о принятых мерах:
«Дело Мамонова и др. 38 человек деклассированных элементов, обвинявшихся в организации массовых беспорядков, рассмотрено в г. Лениногорске. Дело Цурикова и др. 11 человек деклассированных элементов, обвинявшихся также в организации массовых беспорядков, рассмотрено в г. Усть-Каменогорске.
Все они осуждены по статье 59-2 и 59-7 УК…».
Статья 59 Уголовного Кодекса, действовавшего в те годы, намечала кары за преступления против порядка управления, за погромы и предусматривала длительные сроки заключения или расстрел с конфискацией «всего имущества».